# Olší (Brno-vidéki járás)
Olší település Csehországban, a Brno-vidéki járásban. Olší Skryje, Sejřek, Pernštejnské Jestřabí, Drahonín és Doubravník településekkel határos. Lakosainak száma 353 fő (2024. január 1.).

## Népesség
A település lakosságának változását az alábbi diagram mutatja:
| Lakosok száma | 486  | 514  | 478  | 405  | 309  | 292  | 321  | 326  | 340  | 353  |
|               | 1869 | 1890 | 1921 | 1950 | 1980 | 2001 | 2017 | 2019 | 2022 | 2024 |